# Sabia destinului
Sabia destinului (în poloneză Miecz przeznaczenia) este a doua colecție de povestiri publicată în seria Vânătorul a scriitorului polonez Andrzej Sapkowski. Publicată în 1992, este considerată oficial a doua parte a seriei, după Ultima dorință, care a fost publicată în anul următor. Sabia destinului a fost publicată pentru prima dată în engleză în Marea Britanie de Gollancz în 2015 și în română în 2016 de Editura Nemira.
Antologia este alcătuită din șase povestiri, în ordine aproximativ cronologică. Acestea introduc personaje care devin actori importanți în romanele ulterioare, care au început cu Sângele elfilor din 1994 și au devenit cunoscute sub numele de seria Vânătorul. Nuvela titulară, „Sabia destinului”, introduce personajul Cirilla Fiona Elen Riannon, cunoscută ca Ciri și care devine personajul principal secundar al seriei. Următoarea nuvelă, „Ceva mai mult”, este un prequel direct al romanelor.

## Cuprins
- Limitele posibilului (poloneză Granica możliwości)
- Sloiuri de gheață  (poloneză Okruch lodu)
- Focul cel veșnic  (poloneză Wieczny ogień)
- Un mic sacrificiu  (poloneză Trochę poświęcenia)
- Sabia destinului  (poloneză Miecz przeznaczenia)
- Ceva mai mult (poloneză Coś więcej)

## Context
Amplasat într-o lume medievală pe o suprafață cunoscută sub numele de Continentul, seria se învârte în jurul „vrăjitorului”  Geralt din Rivia, vrăjitoarei Yennefer din Vengerberg și prințesei Ciri. „Vrăjitorii” sunt vânători de fiare care dezvoltă abilități supranaturale la o vârstă fragedă pentru a lupta cu fiarele și monștrii sălbatici.